# Langga Payung
Langga Payung is een bestuurslaag in het regentschap Labuhan Batu Selatan van de provincie Noord-Sumatra, Indonesië. Langga Payung telt 11.479 inwoners (volkstelling 2010).